# Olympische Sommerspiele 2024/Wasserspringen – 3 m Synchronspringen (Frauen)
Das 3-m-Synchronspringen der Frauen bei den Olympischen Spielen 2024 in Paris wurde am 27. Juli im Centre Aquatique Olympique ausgetragen.

## Titelträger
| Olympiasiegerinnen | Shi Tingmao / Wang Han  | 326,40 | Tokio 2020 |
| Weltmeisterinnen   | Chang Yani / Chen Yiwen | 323,43 | Doha 2024  |

## Ergebnisse
| Rang | Athletinnen                       | Nation             | 1. Sprung | 2. Sprung | 3. Sprung | 4. Sprung | 5. Sprung | Gesamt |
| ---- | --------------------------------- | ------------------ | --------- | --------- | --------- | --------- | --------- | ------ |
| 1    | Chen Yiwen Chang Yani             | China              | 52,80     | 51,00     | 77,40     | 79,98     | 76,50     | 337,68 |
| 2    | Sarah Bacon Kassidy Cook          | Vereinigte Staaten | 49,80     | 51,00     | 71,10     | 72,54     | 70,20     | 314,64 |
| 3    | Yasmin Harper Scarlett Mew Jensen | Großbritannien     | 50,40     | 46,20     | 63,90     | 71,10     | 70,68     | 302,28 |
| 4    | Chiara Pellacani Elena Bertocchi  | Italien            | 49,20     | 45,00     | 68,40     | 68,82     | 62,10     | 293,52 |
| 5    | Maddison Keeney Anabelle Smith    | Australien         | 47,40     | 48,00     | 73,80     | 74,40     | 48,60     | 292,20 |
| 6    | Jette Müller Lena Hentschel       | Deutschland        | 48,60     | 48,00     | 64,80     | 67,89     | 59,40     | 288,69 |
| 7    | Wiktorija Kessar Hanna Pysmenska  | Ukraine            | 45,60     | 42,00     | 57,60     | 54,87     | 51,30     | 251,37 |
| 8    | Naïs Gillet Juliette Landi        | Frankreich         | 42,00     | 43,80     | 48,72     | 51,24     | 54,27     | 240,03 |